# Encinedo
Encinedo (leóni nyelven Encinéu) település Spanyolországban, León tartományban. Lakosainak száma 616 fő (2024).

## Földrajza
Encinedo Benuza, Castrillo de Cabrera, Truchas, Rosinos de la Requejada, San Justo és Carballeda de Valdeorras községekkel határos.

## Népesség
A település lakosságának változását az alábbi diagram mutatja:
| Lakosok száma | 1013 | 967  | 904  | 894  | 828  | 809  | 715  | 709  | 603  | 616  |
|               | 2001 | 2004 | 2007 | 2009 | 2012 | 2014 | 2017 | 2019 | 2022 | 2024 |